# Perlesvaus
Perlesvaus, aussi appelé Li Hauz Livres du Graal (Le Haut Livre du Graal), est un roman courtois du cycle arthurien en ancien français. Il est anonyme et date de la première moitié du XIIIe siècle. Il se veut être une suite de l'inachevé du Perceval ou le conte du graal (~1191) de Chrétien de Troyes, et s'inspire des deux premières continuations en vers, celle du pseudo-Wauchier et celle de Wauchier de Denain. C'est le moins canonique des écrits arthuriens du fait de ses différences marquées avec les autres versions, et il fait passer le mythe du Graal de la légende chevaleresque à l'allégorie chrétienne. Il en existe trois manuscrits, deux fragments, et deux imprimés du XVIe siècle,,.

## Résumé de l'action
Perlesvaus commence par le rappel que son personnage principal, Perceval, n'a pas accompli sa destinée de retrouver le Graal, parce qu'il a manqué à poser au roi pêcheur la question qui l'aurait guéri. Ces événements sont déjà présents dans la version de Chrétien. Le récit se disperse rapidement dans des aventures de chevaliers comme Lancelot et Gauvain, aventures qui n'ont pas d'équivalents dans les autres récits arthuriens ; de même les personnages sont souvent en décalage par rapport à d'autres versions de l'histoire. Par exemple, alors que la littérature postérieure dépeint Lohot comme un preux chevalier et le fils morganatique du roi Arthur, dans Perlesvaus il est apparemment le fils légitime d'Arthur et Guenièvre. Il est tué traîtreusement par Keu le sénéchal d'Arthur, qui est ailleurs décrit comme un fier-à-bras, mais toujours comme un loyal sujet d'Arthur (et souvent comme son frère de lait). Keu est jaloux de Lohot qui a tué un géant, et le tue pour lui en usurper la gloire. La vérité éclate quand est envoyée à la cour d'Arthur une boîte contenant la tête de Lohot et qui ne peut être ouverte que par son meurtrier. Keu est banni, et se joint aux ennemis d'Arthur, Brian des îles et Meliant. Guenièvre meurt en voyant la tête de son fils, ce qui change considérablement le rôle et les actions d'Arthur et de Lancelot par rapport à ce qu'on trouvera dans d'autres écrits.
Malgré ses divergences avec le récit arthurien classique, Perlesvaus a eu une influence importante sur la littérature postérieure. Les ennemis traditionnels d'Arthur, Claudas, Brian et Meliant apparaissent pour la première fois, de même que la bête glatissante (bien que sous une forme complètement différente). Le meurtre de Lohot par Keu est mentionné dans le cycle Lancelot-Graal comme l'unique méfait commis par Keu, mais sans les détails et le bannissement. Perlesvaus fut adapté en moyen gallois sous le titre Y Seint Greal, et un épisode fut réécrit en vers et inclus dans le roman du XIVe siècle Fouke Fitz Warin .
On ne sait rien de l'auteur, mais l'étrangeté du texte et certains commentaires personnels ont conduit  Roger Sherman Loomis à le qualifier de « dérangé » Loomis y note également un certain antijudaïsme, absent de la plupart des écrits arthuriens de la période : dans plusieurs scènes l'auteur oppose symboliquement « ceux de l'Ancienne Loi » aux disciples du Christ - ces scènes préfigurant souvent la damnation violente de ceux qui n'ont pas été sauvés.

## Source
- (en) Cet article est partiellement ou en totalité issu de l’article de Wikipédia en anglais intitulé « Perlesvaus » (voir la liste des auteurs).